# هجوم حوارة (فبراير 2023)
هجوم حوارة (فبراير 2023) هو هجومٌ مسلّحٌ وقعَ في السادس والعشرين من شباط/فبراير 2023 ببلدة حوارة الفلسطينية، حيثُ وقع الهجوم على الشارع الرئيسي في بلدة حوارة بالتزامن مع انعقاد "قمة العقبة الأمنية" بمشاركة وفد رسمي عن السلطة الفلسطينية، وكذلك مسؤولين إسرائيليين، وبمشاركة وفود من الولايات المتحدة الأميركية ومصر والأردن. أسفرَ الهجوم عن مقتل مستوطنيْن.

## خلفيّة
في 22 فبراير 2023 توغل جيش الاحتلال الإسرائيلي في مدينة نابلس، أسفرت التوغل عن مقتل 11 فلسطينياً بينهم 3 من المُسنين وإصابة 102 بجروح بينهم 6 إصاباتهم خطيرة. بعد الهجوم الإسرائيلي على نابلس ، تعهدت جماعة عرين الأسود والتي برزت في نابلس عام 2022، بالرد، قائلة إن إسرائيل "ستذوق ضعف الألم" الذي لحق بنابلس.

## موقع الهجوم
حوارة بلدة فلسطينية في الضفة الغربية وتتبع لمحافظة نابلس، تقع على بعد 9 كم جنوبي مدينة نابلس. يعتبر موقع بلدة حوارة موقعاً مشتركاً وذلك لأنه يحتوي على الطريق الرئيسي الرابط بين جنوب الضفة الغربية وشمالها، ويستخدمه الإسرائيليون من أربع مستوطنات إسرائيلية في منطقة نابلس وفلسطينيون من منطقة نابلس، وهو عامل مسيطر على الحياة في حوارة. يوجد في البلدة العديد من المحلات التجارية الواقعة على الطريق والتي يسيطر عليها الجيش الإسرائيلي لضمان حرية المرور للمستوطنين اليهود.

## الهجوم
نقلت وسائل إعلام إسرائيليّة تقارير عن وقوعِ إصابات بالرصاص في منطقة حوارة قُرب نابلس في تمام الساعة الواحدة وأربعون دقيقة من مساء يوم الأحد الموافق 26 فبراير 2023، وأكَّدت إذاعة الجيش الإسرائيلي الخبر حينما تحدثت عن تقارير أوليّة عن إصابة مستوطنيْن بجروح خطيرة في بلدة حوارة الفلسطينية، وأعلنت هيئة البث الإسرائيلية عن مقتلهم بعد دقائق من الهجوم.